# Історія освоєння мінеральних ресурсів Греції
Історія освоєння мінеральних ресурсів Греції

## Найдавніші свідчення про використання корисних копалин
Найдавніші свідчення про використання каменю в Греції сходять до ашельського періоду (700—300 тис. років тому). Камінь (кремінь) — основна сировина для знарядь протягом палеоліту, мезоліту та докерамічного неоліту (VIII — VII тис. до н. е.). З VI тисячоліття до н. е. починають використовувати глини — як керамічні, так і будівельні. У III тисячолітті до н. е. починає розвиватися розробка свинцево-цинкових родовищ (Лавріонські копальні, копальні на острові Сіфнос), а також мармуру (каменоломня Пентелікон та інші).

## Розквіт гірничо-металургійного промислу у V— IV ст. до н.е.

Розквіт гірничо-металургійного промислу припадає на V — IV ст. до н. е. Тоді розроблялося близько 25 родовищ на материковій частині Греції і островах Егейського моря (Сіфнос, Тасос та інших). Масштаби гірничих робіт досягли великих розмірів і охоплювали, крім родовищ заліза, родовища руд міді (острів Кіпр, від якого пішла сама назва «cuprum», тобто «мідь»), золота (острови Сіфнос і Тасос, Фракія), срібла (Лавріонські копальні, Сіфнос, Македонія, Лідія та ін.). Основний пункт рудовидобутку та виплавки свинцю і срібла — Лавріонські копальні в Аттиці. Тут на площі 200 км² знайдено залишки близько 2000 шахт, деякі з них сягали глибини 120 м. Розробка руд тут велася майже 1000 років, а найдавніша згадка про Лавріонські копальні належить Есхілу (525 — 456 до  н. е.). У Гірничому музеї Німеччини в місті Бохум зберігаються знахідки з давніх шахт Лавріону та Кіпру: гірничі знаряддя, глиняні світильники, рамне дерев'яне кріплення, якому більше двох з половиною тисячоліть.
Геродот вважав однією з трьох найбільших споруд еллінів водопровідну штольню на острові Самос, споруджену за наказом царя Полікрата у VI столітті до н. е. Її довжина — 1,5 км, висота 1,7-2,0 м, ширина — 1,7-2,3 м. Тоді ж в Афінах Пісістратом побудована відома штольня. Старогрецькі філософи класичної доби Аристотель і Теофраст у своїх працях («Метеорологія», «Про каміння»), які були написані за чотири століття до н. е., згадують про вугілля (горюче каміння, яке «самоопорожнюється» при горінні), характеризують властивості гірських порід.

## Гірничий промисел у римські часи
Гірничий промисел продовжує розвиватися у римські часи (II століття до н. е. — V століття н. е.) та у візантійський період (з VI — VII століття та пізніше). Розроблялися поклади глин, будівельного й декоративного каменя, мармуру. 
Страбон (64/63 рік до н. е. — 23/24 рік н. е.) у своїй «Географії» подає цікавий факт вичерпання запасів руди на срібних копальнях Аттики і вторинну переробку відвальних порід.

## Гірництво у XIII—XIV століттях
У XIII—XIV століттях важливе значення мала торгівля галуновим каменем, видобуток якого становив до 700 т річно. У пізньому середньовіччі на території Греції продовжують функціонувати старі залізні копальні в Салоніках, на яких у XVI столітті працювало близько 6 тис. осіб; золоті і срібні Пангейські рудники та копальні Суніону. В період XVIII століття та першої половини XIX століття (боротьба Греції за незалежність від Османської імперії) гірнича справа занепадає.

## Гірництво у XIX-ХХ століттях
Початки сучасної гірничої галузі з'являються з останньої третини XIX ст. У 1861 р. вперше прийняте законодавство, яке регулювало діяльність іноземних та вітчизняних компаній у гірничій галузі. У 1873-74 рр. відновлюється видобуток на старих поліметалічних Лавріонських копальнях в Аттиці. До 1874 р. уряд надає 359 гірничих концесій. В країні утворюється 29 гірничодобувних компаній. У 1890—1900 рр. повсюдно відновлюються старі покинуті копальні. Значна частина видобутку корисних копалин йшла на експорт. Але галузь відчувала нестачу капіталовкладень. Перед Першою світовою війною в країні в невеликих масштабах видобували магнезит, залізні, хромові та поліметалічні руди. Гірнича промисловість була орієнтована на внутрішній ринок. В період між двома світовими війнами почали видобувати боксити, які експортували. Частка гірничої промисловості у ВВП в 1938 р. становила всього 0,6 %, а в 1948 р. обсяг виробництва становив тільки 12 % від рівня 1939 р. Після 2-ї світової війни в гірництві з'являються великі та середні компанії. З 1950-х років в промислових масштабах видобувають боксити, нікель, магнезит, нерудні корисні копалини (в тому числі буре вугілля, будівельні матеріали). Іноземним компаніям-інвесторам надані численні пільги. Держава створює ряд організацій які координують і курують розвиток гірничої галузі: «General Directorate of Mines»; «The National Geological and Mining Research Foundation»; «Project Studies and Mining Development Corp.» («GEMEE»); «Institute of Geological and Mining Research» («IGME»); «Public Petroleum Corporation of Greece» («DEPA»).
В кінці XX ст. в структурі гірничої промисловості Греції 1-е місце займав видобуток бокситів, 2-е — руд нікелю, 3-є — магнезиту. Ведеться також розробка покладів лігнітів, руд заліза, хрому, марганцю, азбесту, бариту, глин, корунду, золота та ін. Усього в галузі зайнято близько 20 тис. чол. (1990-і роки). Основні райони видобутку — Фессалія, Евбея і Пелопоннес. Питома вага продукції гірничої галузі в промисловості країни близько 15 %. Греція експортує боксити, феронікель, бентоніт, перліт, магнезит, барит, корунд та ін. Частка мінеральної сировини в експорті становить 5-7 %, в імпорті 16-20 %.
Підготовку кадрів гірничо-геологічного профілю здійснюють в Афінському (1837 р.), Салонікському (1925 р.) та Афінському технічному (1836 р.) університетах.